# Панч-Праяґ
Панч-Праяґ (санскр. पंच-प्रयाग, Panch Prayag — «п'ять місць злиття») або Праяґ-Пентад — п'ять священних місць злиття річок в Гімалаях регіону Ґархвал (штат Уттаракханд) уздовж річки Алакнанда, у останньому з яких річка зливається з Бхаґіратхі, утворюючи річку Ганг. Ці місця, уздовж течії: Вішнупраяґ, Нандпраяґ, Карнапраяґ, Рудрапраяґ і Девпраяґ. У цих місцях Алакнанда зливається з річками Дхауліґанґа, Мандакіні, Піндар, Нандакіні і Бхаґіратхі.
Всі п'ять ділянок є центрами паломництва індусів, багато з них відвідують їх на шляху до храмів шайвістського маршруту Панч-Кедар і вайшнавського маршруту Сапта-Бадрі. Біля чотирьох з п'яти ділянок виникли міста: Нандпраяґ, Карнапраяґ, Рудрапраяґ і Девпраяґ. Біля Вушнупраяґа міста немає, але збудований шайвістський храм, а найближче місто та релігійний центр, Джошіматх, розташоване за 12 км від нього.
«Праяґ» означає «злиття річок», кожне таке місце грає значення для індусів. Хоча найсвященніший Праяґ знаходиться у Аллахабаді (також відомому як Праяґ), де Ганг, Ямуна і Сарасваті утворюють Трівені-Санґам, Панч-Праяґ є наступним за відомістю. Ці місця багаті фольклором та чудовими ділянками природи Гімалаїв. Уздовж них проходить дорога до храму Бадрінатх, відома як «Сварґарохана» — «дорога на небо», якою, за легендою, мандрували Пандави, герої Махабхарати, після закінчення своєї місії на Землі. Мешканці Ґархвалу проводять тут численні фестивалі, збираючись для здійснення обмивання.